# Jayme Cramer
Pour les articles homonymes, voir Cramer.
Jayme Cramer né le 20 janvier 1983 à Falls Church est un nageur américain.

## Biographie
Aux Jeux panaméricains de 2003, il remporte la médaille de bronze sur le 100 m dos.
Il est sélectionné pour les Championnats du monde de natation 2005 et 2007 où il est récompensé à chaque fois par une médaille d'or pour avoir participé aux séries du relais 4 × 200 m, remporté ensuite par les Américains.
Aux Championnats du monde en petit bassin 2006, il gagne trois médailles dont le bronze sur le 100 m papillon, l'argent sur le relais 4 × 100 m quatre nages et le bronze sur le relais 4 × 200 m nage libre.